# Moroni Olsen
Moroni Olsen (27 de junio de 1889 - 22 de noviembre de 1954) fue un actor estadounidense. 
Olsen nació en Ogden, Utah, de padres mormones, que le llamaron así en honor al profeta Moroni. Después de haber trabajado en Broadway, hizo su debut en el cine en 1935 una adaptación de Los tres mosqueteros. Más tarde, desempeñó un papel diferente en una comedia de 1939 La versión de la historia, protagonizada por Don Ameche como D'Artagnan y los tres Hermanos Ritz que hacen de lerdos lacayos que se ven obligados a sustituir a los mosqueteros, se encuentran alcoholizados, en estado de estupor. Olsen, murió de un ataque al corazón a la edad de 65 años. Fue enterrado en el cementerio de la ciudad de Ogden.

## Filmografía
- Sign of the Pagan (1954), como el Papa León I
- The Long, Long Trailer (1954)
- El padre es abuelo (Father's Little Dividend) (1951)
- Father of the Bride (1950)
- The Fountainhead (1949)
- Possessed (1947)
- Life with Father (1947)
- Notorious (1946)
- Mildred Pierce (1945)
- Pride of the Marines (1945)
- Reunion in France (1942)
- The Glass Key (1942)
- Nazi Agent (1942)
- Dive Bomber (1941)
- Camino de Santa Fe (1940) .... como el coronel Robert E. Lee
- Allegheny Uprising (1939)
- Rose of Washington Square (1939)
- Los tres mosqueteros (1939, versión cómica con los Ritz Brothers) .... como El Alguacil
- Blancanieves y los siete enanitos (1937) .... como la voz del Espejo Mágico
- Adventure's End (1937)
- The Plough and the Stars (1936) (como el general Connally)
- Mary of Scotland (1936) .... como John Knox
- Annie Oakley  (1935) .... como Buffalo Bill
- Los tres mosqueteros (1935) .... como Porthos

- Datos: Q1848730
- Multimedia: Moroni Olsen / Q1848730